# Rio Cica
O Rio Cica é um rio da Romênia, afluente do Turia, localizado no distrito de Covasna.